# Wilhelm Rady
Wilhelm Róth Rady, noto in Italia come Vilmos Rady o William Rady, (Budapest, 4 aprile 1893 – ...) è stato un allenatore di calcio ungherese.

## Carriera
Allenò Livorno e Fiorentina in Serie A.